# Claviórgano

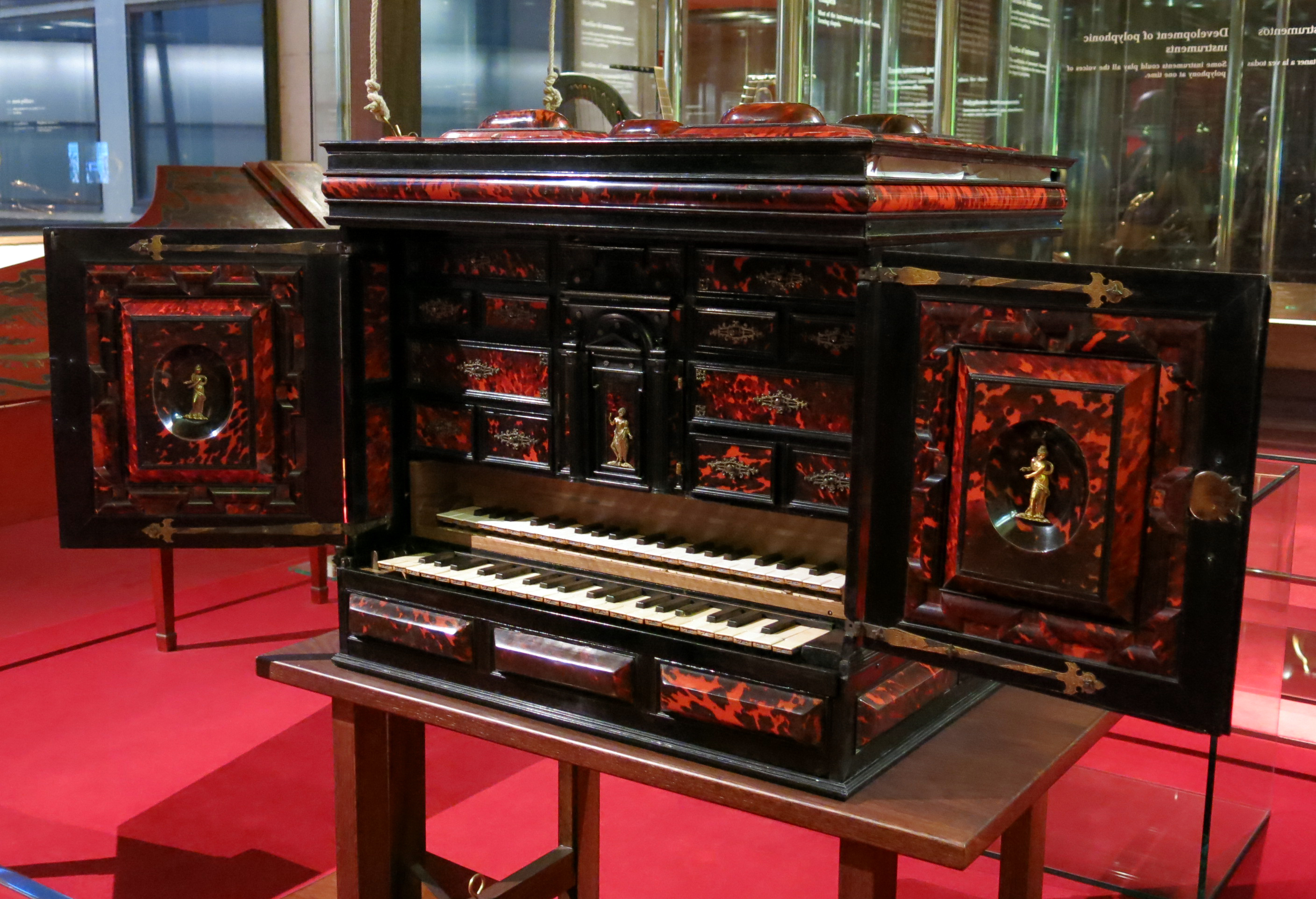
Claviórgano, Lorenz Hauslaib, Museo de la Música de Barcelona (MDMB 821)

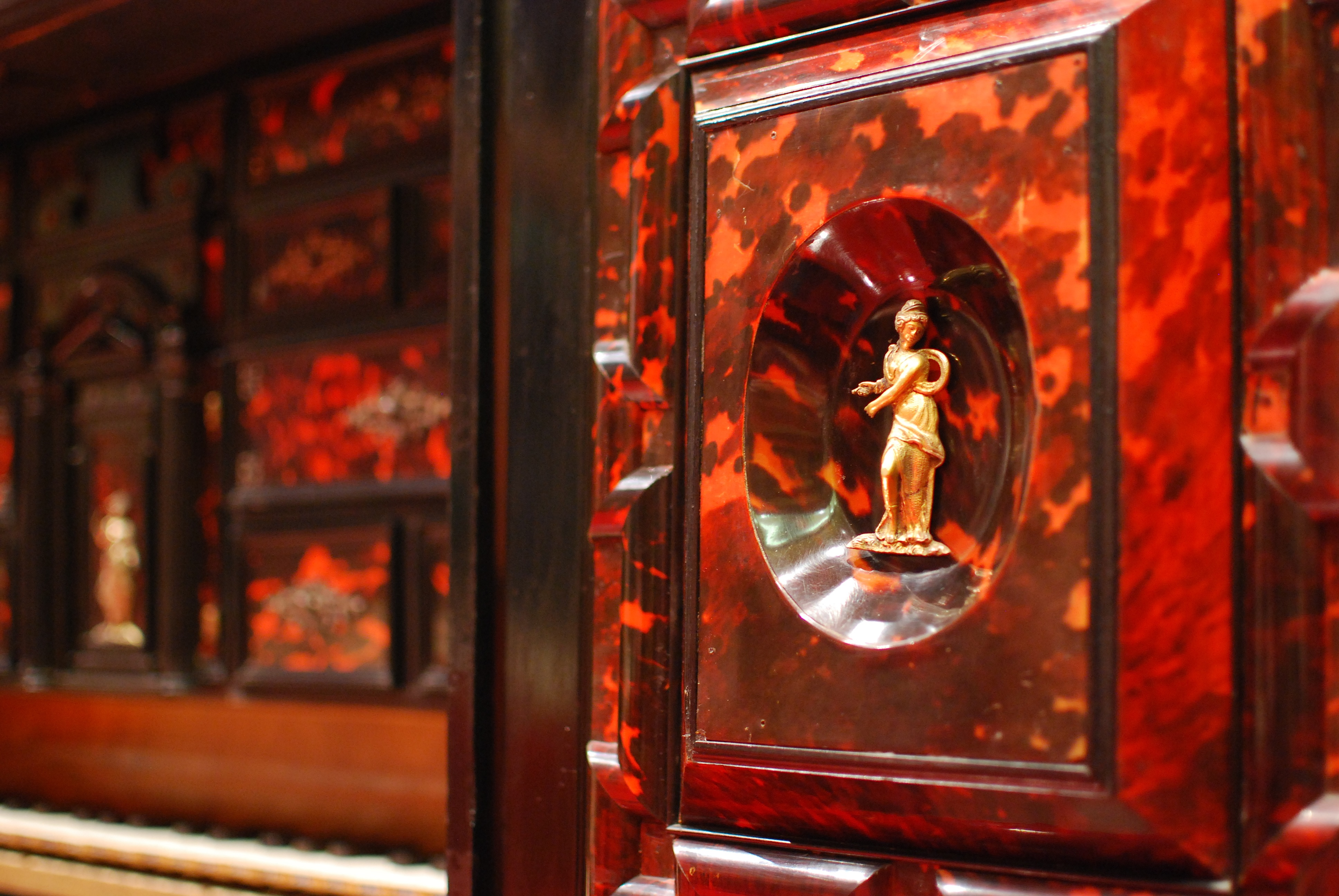
Detalle del Claviórgano Hauslaib, del Museo de la Música de Barcelona (MDMB 821)

El claviórgano es un instrumento musical, utilizado especialmente entre los siglos XV y XVIII , que nace de la combinación de un clavicémbalo (o incluso un clavicordio, una espineta o, más tarde, un piano) con un pequeño órgano. Parte del mecanismo coincide con el del clave y otra parte con el del órgano, soliendo estar ambos instrumentos superpuestos y conectados mediante un particular mecanismo. La primera descripción del instrumento se remonta a 1460, mientras que la palabra "claviorgano" al parecer apareció por primera vez en 1480. El ejemplar más antiguo de claviórgano encontrado hasta el momento, conservado en la Victoria and Albert Museum, fue construido en 1579,en Inglaterra, flamenco Ludowijk Theewes. En la actualidad hay muy pocos fabricantes de instrumentos que construyan claviórganos; un claviórgano fue construido especialmente para el "Festival Internacional de Claviórgano" de Foligno, producido conjuntamente por las marcas Barucchieri de Castiglion Fiorentino (parte constituida por el clave) y Pinchi (parte constituida por el órgano), siendo las dos partes conectadas mediante un dispositivo de titanio.

## Eventos musicales
El primer, y hasta ahora único, evento musical dedicado enteramente al claviórgano es el "Festival Internacional de claviórgano" que, desde 2003, se lleva a cabo anualmente en Foligno, en la segunda quincena de octubre. 
Para el verano de 2008 está previsto un festival de claviórgano en la ciudad de Erice (Sicilia).

## Obras para el instrumento
Entre las obras dedicados a este instrumento cabe destacar:
1. de Alpha Productions contiene las siguientes piezas tocadas por Gustav Leonhardt el 20 de julio de 2004

1. 1. Hans Leo Hassler, Canzona
  2. Nicholas Strogers, Fantasía
  3. William Byrd, Corranto
  4. William Byrd, Queens Alman
  5. William Byrd, Ground
  6. John Bull, Bull's Goodnight (3'31)
  7. Orlando Gibbons, Fantasía II (2'58)
  8. Johann Pachelbel, Fantasía (2'42)
  9. Johann Christoph Bach, Preludio (5'19)
  10. Johann Pachelbel, Tocata en sol mayor (1'30)
  11. Christian Ritter, Alemanda (5'08)
  12. Johann Sebastian Bach, Fantasía, BWV 1121 (2'47)
  13. Johann Sebastian Bach, Aria variada, BWV 989 (15'17)
  14. Johann Sebastian Bach, sobre O Gott, du frommer Gott, BWV 767 (15'31)

1. de Camerata, con piezas (interpretadas por Claudio Brizi el 16 de marzo de 2006) de:
  1. Johann Sebastian Bach
  2. Dietrich Buxtehude
  3. Antonio Frescobaldi
  4. Johann Pachelbel
  5. Jan Pieterszoon Sweelinck